# Мета, Гьергь
Гьергь Мета (алб. Gjergj Meta; род. 30 апреля 1976, Дуррес, Албания) — албанский римско-католический иерарх. Епископ Решени с 15 июня 2017 года. Генеральный секретарь Епископской конференции Албании с 8 февраля 2018 года.

## Биография
Родился в Дурресе 30 апреля 1976 года. В 1994 году переехал в Бари и поступил в местную архиепископскую семинарию. С 1995 по 2000 год обучался в Апулийской папской региональной семинарии имени Пия XI в Мольфетте.
21 апреля 2001 года был рукоположен в сан священника архиепархии Тирана-Дурреса. Начал служение приходским викарием собора Святой Люции в Дурресе. После служил приходским викарием собора Святого Павла в Тиране. В это же время защитил степень лиценциата в области канонического права в Папском Григорианском университете в Риме. В декабре 2016 года был назначен генеральным викарием архиепархии Тирана-Дурреса. 
15 июня 2017 года папа Франциск назначил его епископом Решена. Епископскую хиротонию 2 сентября 2018 года возглавил монсеньор Джордж Энтони Френдо, митрополит-архиепископ Тирана-Дурреса, которому сослужили архиепископ Чарльз Джон Браун, апостольский нунций в Албании и Кристофоро Пальмиери, епископ Решена на покое. С февраля 2018 года является генеральным секретарём Епископской конференции Албании.